# حبزبوز (مسلسل)
حبزبوز مسلسل كارتوني كوميدي عراقي أُنتج سنة 2014، وهو من تاليف محمد خماس وإخراج مهند أبو خمرة. استمد العمل إسمه من أحد شقاوات بغداد القدماء المشهورين كان موجوداً في فترة الثلاثينات كما كانت تصدر جريدة سياسية ساخرة في فترة الثلاثينيات حملت نفس الاسم، يدور المسلسل حول شخصية حبزبوز والأوضاع المحيطة به، وعرض 27 حلقة منه في رمضان 2014 على قناة الشرقية.

## قصة العمل
تدور أحداث العمل حول حبزبوز ذلك الشاب الفوضوي ومصدر المتاعب لكل من يعرفه والذي يعمل موظف خدمة في جريدة أم الجرايد وعلى الرغم من ان حبزبوز هو عامل الخدمة في الجريدة إلا انه يعتبر العمود الفقري الذي ترتكز عليه الجريدة فهو فراش فوق العاد ذو مهام متعددة فابالاضافة إلى كونه عامل الخدمة يعتبر أيضا مصدر مهم من مصادر اخبار الجريدة الطازجة، يطمح حبزوز في أن يتزوج من شهودة وهي صحفية جميلة وأبنة أخ رئيس التحرير المتعجرف غركان لكنه حلم بعدي المنال كون حبزبوز شاب فقير يعيش مع جده وجدته في منزل فقير. تتنوع الاحداث والقصص في أطار كوميدي ساخر حيث يخوض العمل في واقع الحياة اليومية ومشكلاتها المختلفة فمنها مشكلات اجتماعية وسياسية وخدمية تمس حياة المواطن ويكون حبزبوز والجريدة التي يعمل فيها هو المدخل إلى هذه المشكلات.

## شخصيات العمل
| الشخصية | الاداء الصوتي  |
| ------- | -------------- |
| حبزبوز  | احسان دعدوش    |
| غركان   | زهير محمد رشيد |
| شهودة   | جمانة كريم     |
| الجد    | زهير محمد رشيد |
| الجدة   | عامر العمري    |
| طوطي    | كاظم مدلل      |
| فهيمة   | نسمة           |

## طاقم العمل
| مهند أبو خمرة | مخرج          |
| علي أبو خمرة  | منتج منفذ     |
| محمد خماس     | مؤلف          |
| محمود التركي  | شارة البداية  |
| فراس البدري   | إدارة الانتاج |

## وصلات خارجية
- حبزبوز على قاعدة بيانات الأفلام العربية